# Iatroquímica

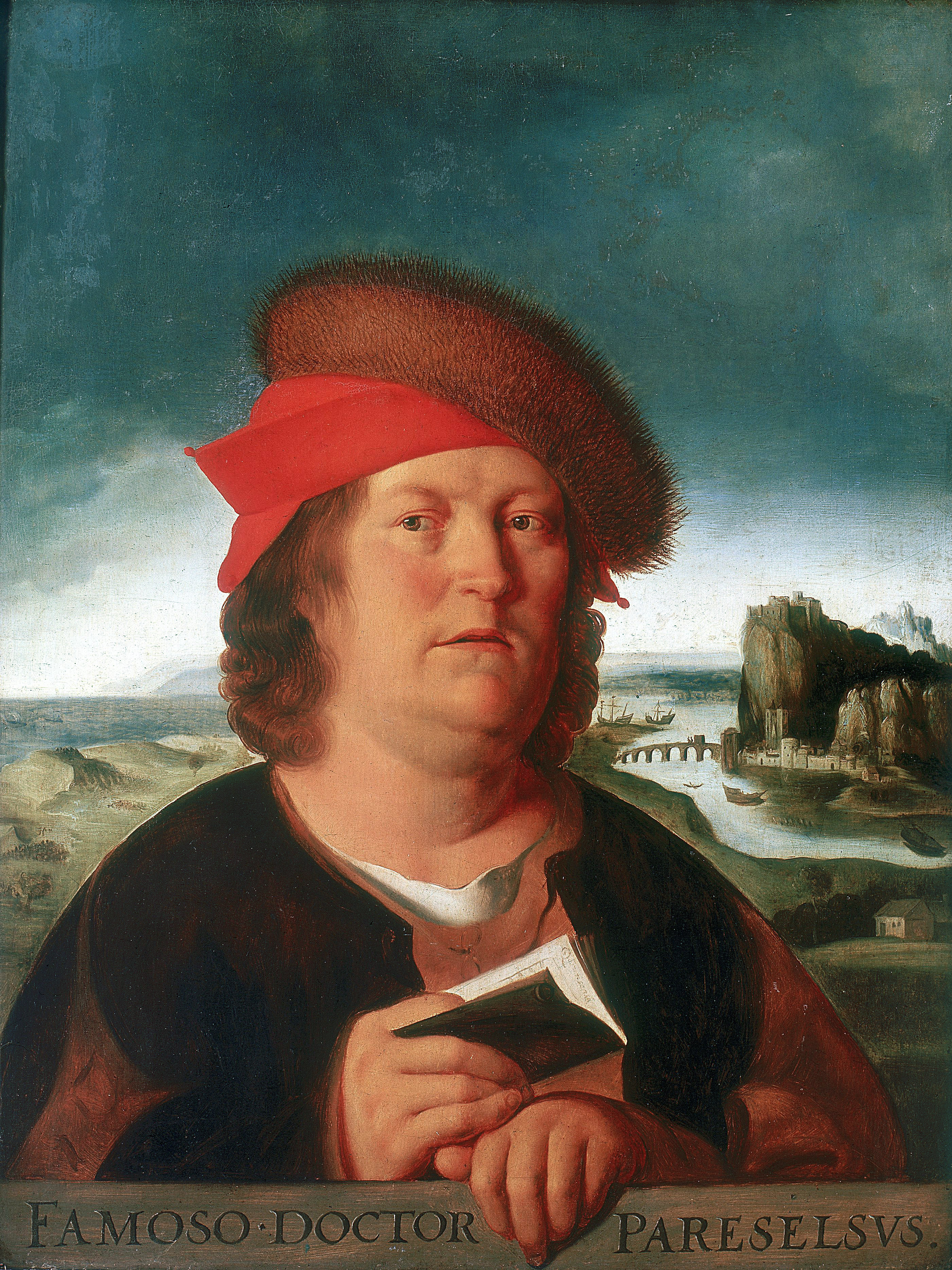
Paracelsus.

La iatroquímica és una escola química i mèdica del segle xvi, relacionada amb l'alquímia. Pretenia trobar explicacions químiques als processos patològics i fisiològics del cos humà, i proporcionar tractaments amb substàncies químiques. Es pot considerar com la precursora de la bioquímica.
Aquesta àrea de la ciència ha quedat obsoleta des del començament de les pràctiques mèdiques modernes. No obstant això, la iatroquímica va ser popular entre els anys 1525 i 1660, especialment a Flandes. El seu líder més connotat i fundador va ser Paracels, un alquimista suís del segle xvi. Els iatroquímics creien que la fisiologia depenia del balanç de líquids corporals específics.